# Lee Beachill
Lee Beachill (* 28. November 1977 in Huddersfield) ist ein ehemaliger englischer Squashspieler. In der Saison 2004 wurde er nach einer Finalniederlage gegen Thierry Lincou Vizeweltmeister.

## Werdegang
1999 gab Beachill sein Tourdebüt. In seiner Karriere gewann er insgesamt acht Titel auf der PSA World Tour und war drei Monate lang Weltranglistenführender. Zu seinen größten Erfolgen mit der englischen Nationalmannschaft zählen der Gewinn der Weltmeisterschaft in den Jahren 2005 und 2007, neun Gewinne der Europameisterschaft sowie der Einzug in das Finale der Weltmeisterschaft 2004. Gegen Thierry Lincou unterlag er in Doha knapp mit 11:5, 2:11, 11:2, 10:12 und 8:11. In der Saison 2006 stand Lee Beachill zudem im Finale der PSA Super Series, welches er gegen den Australier Anthony Ricketts verlor. Auch bei den Commonwealth Games war Beachill sehr erfolgreich: Zusammen mit Peter Nicol gewann er jeweils 2002 und 2006 die Goldmedaille in der Doppelkonkurrenz, sowie 2006 die Bronzemedaille im Einzel. 2001, 2002 und 2005 wurde Lee Beachill britischer Meister und stand darüber hinaus vier weitere Male im Finale. Im Februar 2009 gab er aufgrund einer anhaltenden Knieverletzung sein Karriereende bekannt.
Lee Beachill ist verheiratet und hat drei Kinder. Seit 2008 ist er Chief Operating Officer der PSA.

## Erfolge
- Vizeweltmeister: 2004
- Weltmeister mit der Mannschaft: 2005, 2007
- Europameister mit der Mannschaft: 9 Titel (1999, 2001–2008)
- Gewonnene PSA-Titel: 8
- 3 Monate Weltranglistenerster
- Commonwealth Games: 2 × Gold (Doppel 2002 und 2006), 1 × Bronze (Einzel 2006)
- Britischer Meister: 3 Titel (2001, 2002, 2005)